# Polyrhachis subpilosa
Polyrhachis subpilosa är en myrart som beskrevs av Carlo Emery 1895. Polyrhachis subpilosa ingår i släktet Polyrhachis och familjen myror. Inga underarter finns listade i Catalogue of Life.